# Спіро Петро Антонович
Петро́ Анто́нович Спі́ро (1844, Москва, Російська імперія — 1893) — вчений-фізіолог Професор.

## Життєпис
Петро Антонович Спіро народився 1844 року в російському місті Москва, що на той час входило до складу однойменної губернії Російської імперії.
Від 1871 року працював у Імператорському Новоросійському університеті в Одесі, від 1885 — професор.
Праці Спіро присвячені питанням фізіології дихання, травлення, гіпнози тощо. При поясненні проблеми гіпнозу Спіро висловив низку оригінальних тверджень про діяльність головного мозку. Спіро брав активну участь у роботі першої в Російській імперії лабораторії експериментальної психології, що її 1882 року засновано в Одесі.
Був похований на Першому Християнському цвинтарі Одеси. 1937 року комуністичною владою цвинтар було зруйновано. На його місці був відкритий «Парк Ілліча» з розважальними атракціонами, а частина була передана місцевому зоопарку. Нині достеменно відомо лише про деякі перепоховання зі Старого цвинтаря, а дані про перепоховання Спіро відсутні.